# Biologia matemática e teórica

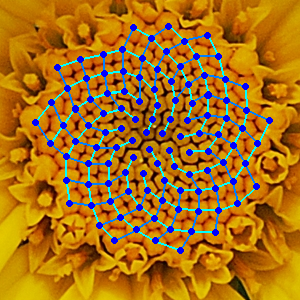
Flor de camomila amarela mostrando os números de Fibonacci em espirais agrupadas em 21 (azul) e 13 (aqua). Tais arranjos são observados desde a Idade Média e podem ser usados para fazer modelos matemáticos de uma grande variedade de plantas.

A biologia matemática teórica ou biomatemática é um ramo da biologia que emprega análise teórica, modelos matemáticos e abstrações dos organismos vivos para investigar os princípios que governam a estrutura, o desenvolvimento e o comportamento dos sistemas, em oposição à biologia experimental, que lida com a realização de experimentos para comprovar e validar as teorias científicas. O campo às vezes é chamado de biologia matemática ou biomatemática para enfatizar o aspecto matemático, ou biologia teórica para evidenciar o caráter biológico. A biologia teórica se concentra mais no desenvolvimento de princípios teóricos para a biologia, enquanto a biologia matemática se concentra no uso de ferramentas matemáticas para estudar sistemas biológicos, embora os dois termos às vezes sejam trocados.
A biologia matemática visa a representação matemática e a modelagem de processos biológicos utilizando técnicas e ferramentas da matemática aplicada. Pode ser útil em pesquisas teóricas e práticas. Descrever sistemas de maneira quantitativa permite simular melhor seu comportamento e, portanto, podem ser previstas propriedades ocasionalmente não evidentes na perspectiva do experimentador. Para tanto, utilizam-se modelos matemáticos precisos.
Devido à complexidade dos sistemas vivos, a biologia teórica emprega vários campos da matemática e tem contribuído para o desenvolvimento de novas técnicas.

## Histórico

### História antiga
A matemática tem sido utilizada na biologia desde o século XIII, quando Fibonacci usou a famosa série de Fibonacci para descrever uma população crescente de coelhos. No século XVIII, Daniel Bernoulli aplicou a matemática para descrever o efeito da varíola na população humana. O ensaio de Thomas Malthus de 1789 sobre o crescimento da população humana foi baseado no conceito de crescimento exponencial. Pierre François Verhulst formulou o modelo de crescimento logístico em 1836.
Fritz Müller descreveu os benefícios evolutivos do que hoje é chamado de mimetismo mülleriano, em 1879 em um relato notável por ser o primeiro uso de um argumento matemático na ecologia evolutiva para mostrar quão poderoso seria o efeito da seleção natural, a menos que se inclua a discussão de Malthus sobre os efeitos do crescimento populacional a qual influenciou Charles Darwin: Malthus argumentou que o crescimento seria exponencial (ele usa a palavra "geométrico"), enquanto os recursos (a capacidade de carga do ambiente) só poderiam crescer aritmeticamente.
O termo "biologia teórica" foi usado pela primeira vez por Johannes Reinke em 1901. Um texto considerado fundador é On Growth and Form (1917) por D'Arcy Thompson, e outros pioneiros incluem Ronald Fisher, Hans Leo Przibram, Nicolas Rashevsky e Vito Volterra.

### Crescimento recente
O interesse no campo cresceu rapidamente a partir da década de 1960. Algumas razões para isso incluem:
- O rápido crescimento de conjuntos de informações ricos em dados, devido à revolução genômica, que são difíceis de entender sem o uso de ferramentas analíticas[9]
- Desenvolvimento recente de ferramentas matemáticas, como a teoria do caos, para ajudar a entender mecanismos complexos e não lineares em biologia
- Um aumento no poder de computação, o que facilita cálculos e simulações que antes não eram possíveis
- Um interesse crescente na experimentação in silico devido a considerações éticas, risco, falta de confiabilidade e outras complicações envolvidas na pesquisa em humanos e animais

## Áreas de pesquisa
Várias áreas de pesquisa especializada em biologia matemática e teórica, bem como links externos para projetos relacionados em várias universidades, são apresentados de forma concisa nas subseções a seguir, incluindo também um grande número de referências de validação apropriadas de uma lista de vários milhares de autores publicados que contribuem para este campo. Muitos dos exemplos incluídos são caracterizados por mecanismos altamente complexos, não lineares e supercomplexos, pois é cada vez mais reconhecido que o resultado de tais interações só pode ser entendido através de uma combinação de modelos matemáticos, lógicos, físico-químicos, moleculares e computacionais.

### Biologia relacional abstrata
A biologia relacional abstrata (ou ARB, do termo em inglês abstract relational biology) trata do estudo de modelos relacionais gerais de sistemas biológicos complexos, geralmente abstraindo estruturas morfológicas ou anatômicas específicas. Alguns dos modelos mais simples em ARB são a Replicação Metabólica, ou (M,R) — sistemas introduzidos por Robert Rosen em 1957–1958 como modelos abstratos e relacionais de organizações a nível celular e de organismo —.
Outras abordagens incluem a noção de autopoiese desenvolvida por Maturana e Varela, os ciclos Work-Constraints de Kauffman e, mais recentemente, a noção de fechamento de restrições.

### Biologia algébrica
A biologia algébrica (também conhecida como biologia de sistemas simbólicos) aplica os métodos algébricos de computação simbólica ao estudo de problemas biológicos, especialmente em genômica, proteômica, análise de estruturas moleculares e estudo de genes.

### Biologia de sistemas complexos
Uma elaboração da biologia de sistemas para entender os processos de vida mais complexos foi desenvolvida desde 1970 relacionada com a teoria dos conjuntos moleculares,  a biologia relacional e a biologia algébrica.

### Modelos computacionais e teoria dos autômatos
Uma monografia sobre esse tópico resume uma extensa quantidade de pesquisas publicadas nesse campo até 1986, incluindo subseções das seguintes áreas: modelagem computacional em biologia e medicina, modelos de sistemas arteriais, modelos de neurônios, bioquímica e redes de oscilação, autômatos quânticos, computadores quânticos em biologia molecular e genética, modelagem de câncer, redes neurais, redes genéticas, categorias abstratas em biologia relacional, sistemas de replicação metabólica, teoria das categorias, aplicações em biologia e medicina, teoria dos autômatos, autômatos celulares, modelos de tesselação e autorreprodução completa, sistemas caóticos em organismos, biologia relacional e teorias organísmicas.
Modelagem celular e biologia molecular
Essa área tem sido impulsionada devido à crescente importância da biologia molecular, abordando âmbitos como:
- Mecânica dos tecidos biológicos[31][32]
- Enzimologia teórica e cinética enzimática
- Modelagem e simulação de câncer[33][34]
- Modelagem do movimento de populações de células interagindo[35]
- Modelagem matemática da formação de tecido cicatricial[36]
- Modelagem matemática da dinâmica intracelular[37][38]
- Modelagem matemática do ciclo celular[39]
- Modelagem matemática de apoptose[40]

Modelagem de sistemas fisiológicos
- Modelagem de doença arterial[41]
- Modelagem multiescala do coração[42]
- Modelagem de propriedades elétricas de interações musculares, como nos modelos de bidomínio e de monodomínio.

### Neurociência computacional
A neurociência computacional (também conhecida como neurociência teórica ou neurociência matemática) é o estudo teórico do sistema nervoso.

### Biologia evolutiva
A ecologia e a biologia evolutiva são, atualmente, os campos dominantes da biologia matemática.
A biologia evolutiva tem sido objeto de extensa teorização matemática. A abordagem tradicional nessa área, que inclui complicações da genética, é a genética populacional. A maioria dos geneticistas de populações considera o aparecimento de novos alelos por mutação, o aparecimento de novos genótipos por recombinação e mudanças nas frequências de alelos e genótipos existentes em um pequeno número de loci gênico. Quando os efeitos infinitesimais em um grande número de loci gênicos são considerados, juntamente com a suposição de equilíbrio de linkage ou equilíbrio de quasi-linkage, deriva-se a genética quantitativa. Ronald Fisher fez avanços fundamentais em estatística, como análise de variância, por meio de seu trabalho em genética quantitativa. Outro ramo importante da genética de populações que levou ao extenso desenvolvimento da teoria coalescente é a filogenética. A filogenética é uma área que trata da reconstrução e da análise de árvores e de redes filogenéticas (evolutivas) com base em características herdadas. Os modelos genéticos populacionais tradicionais lidam com alelos e genótipos e são frequentemente estocásticos.
Muitos modelos de genética de populações assumem que os tamanhos das populações são constantes. Tamanhos populacionais variáveis, muitas vezes na ausência de variação genética, são tratados pelo campo da dinâmica populacional. Os trabalhos nessa área remontam ao século XIX e, ainda em 1798, quando Thomas Malthus formulou o primeiro princípio da dinâmica populacional que, mais tarde, ficou conhecido como modelo de crescimento malthusiano. As equações de Lotka-Volterra predador-presa são outro exemplo famoso. A dinâmica populacional se sobrepõe a outra área de pesquisa ativa em biologia matemática: a epidemiologia matemática (o estudo de doenças infecciosas que afetam populações). Vários modelos de disseminação de infecções têm sido propostos e analisados e fornecem resultados importantes que podem ser aplicados a decisões de políticas de saúde.
Na teoria evolucionária dos jogos, desenvolvida primeiramente por John Maynard Smith e por George R. Price, a seleção atua diretamente nos fenótipos herdados, sem complicações genéticas. Essa abordagem foi matematicamente refinada, dando origem ao campo da dinâmica adaptativa.

### Biofísica matemática
Os estágios iniciais da biologia matemática foram dominados pela biofísica matemática, descrita como a aplicação da matemática na biofísica, muitas vezes envolvendo modelos físicos/matemáticos específicos de biossistemas e de seus componentes ou compartimentos.
Segue uma lista de descrições matemáticas e suas suposições.

#### Processos determinísticos (sistemas dinâmicos)
Um mapeamento fixo entre um estado inicial e um estado final. Partindo de uma condição inicial e avançando no tempo, um processo determinístico sempre gera a mesma trajetória, e duas trajetórias não se cruzam no espaço de estados.
- Equações diferenciais/Mapas — tempo discreto, espaço de estado contínuo.
- Equações diferenciais ordinárias — tempo contínuo, espaço de estado contínuo, sem derivadas espaciais. Ver também: Equações diferenciais ordinárias numéricas.
- Equações diferenciais parciais — tempo contínuo, espaço de estado contínuo, derivadas espaciais.
- Autômatos celulares lógicos determinísticos — tempo discreto, espaço de estado discreto. Ver: Autômato celular.

#### Processos estocásticos (sistemas dinâmicos aleatórios)
Um mapeamento aleatório entre um estado inicial e um estado final, tornando o estado do sistema uma variável aleatória com uma distribuição de probabilidade correspondente.
- Processos não-marcovianos: equação mestra generalizada — tempo contínuo com memória de eventos passados, espaço de estado discreto, tempos de espera de eventos (ou transições entre estados) ocorrem discretamente.
- Processo Markov com salto: equação mestra — tempo contínuo sem memória de eventos passados, espaço de estado discreto, tempos de espera entre eventos ocorrem discretamente e são distribuídos exponencialmente. Ver também: Método de Monte Carlo para métodos de simulação numérica, especificamente método de Monte Carlo dinâmico e algoritmo de Gillespie.
- Processo Markov Contínuo: equações diferenciais estocásticas ou equação de Fokker-Planck — tempo contínuo, espaço de estado contínuo, eventos ocorrem continuamente de acordo com um processo aleatório de Wiener.

#### Modelagem espacial
Um trabalho clássico nessa área é o artigo de Alan Turing sobre morfogênese intitulado The Chemical Basis of Morphogenesis, publicado em 1952 no Philosophical Transactions of the Royal Society.
- Ondas viajantes em um ensaio de cicatrização de feridas[46]
- Comportamento de enxame[47]
- Uma teoria mecanoquímica da morfogênese[48]
- Formação de padrões biológicos[49]
- Modelagem de distribuição espacial usando amostras de parcelas[50]
- Padrões de Turing[51]

### Métodos matemáticos
Um modelo de um sistema biológico é convertido em um sistema de equações, embora a palavra 'modelo' seja frequentemente usada como sinônimo do sistema de equações correspondentes. A solução das equações, por meios analíticos ou numéricos, descreve como o sistema biológico se comporta ao longo do tempo ou em equilíbrio. Existem muitos tipos diferentes de equações e o possível tipo de comportamento depende tanto do modelo quanto das equações utilizadas. O modelo geralmente faz suposições sobre o sistema. As equações, eventualmente, também fazem suposições sobre a natureza do que pode ocorrer.

### Teoria dos conjuntos moleculares
A teoria dos conjuntos moleculares (ou MST, do termo em inglês molecular set theory) é uma formulação matemática da cinética química de reações biomoleculares em termos de conjuntos de moléculas e de suas transformações químicas representadas por mapeamentos teóricos de conjuntos entre conjuntos moleculares. Foi introduzida por Anthony Bartholomay e suas aplicações foram desenvolvidas na biologia matemática, especialmente na medicina matemática. De modo geral, MST é a teoria das categorias moleculares definidas como categorias de conjuntos moleculares e de suas transformações químicas representadas como mapeamentos teóricos de conjuntos moleculares. A teoria também contribuiu com a Bioestatística e com a formulação de problemas de bioquímica clínica em formulações matemáticas de alterações patológicas e bioquímicas de interesse da Fisiologia, da bioquímica clínica e da Medicina.

### Biologia organizacional
As abordagens teóricas da organização biológica visam compreender a interdependência entre as partes dos organismos. Elas enfatizam as circularidades a que essas interdependências levam. Os biólogos teóricos desenvolveram vários conceitos para formalizar essa ideia.
Por exemplo, tem-se a biologia relacional abstrata (ARB), da qual tratou-se anteriormente.

## Exemplo de modelo: o ciclo celular
O ciclo celular eucariótico é muito complexo e é um dos temas mais estudados, pois sua desregulação leva ao câncer. É um bom exemplo de modelo matemático, pois, apesar de lidar com cálculo simples, fornece resultados válidos. Dois grupos de pesquisa produziram diversos modelos do ciclo celular simulando diversos organismos. Eles produziram recentemente um modelo genérico de ciclo celular eucariótico que pode representar um eucarioto particular dependendo dos valores dos parâmetros, demonstrando que as idiossincrasias dos ciclos celulares individuais são devidas a diferentes concentrações e afinidades de proteínas, enquanto os mecanismos subjacentes são conservados (Csikasz-Nagy et al., 2006).
Por meio de um sistema de equações diferenciais ordinárias, esses modelos mostram a mudança no tempo (sistema dinâmico) da proteína dentro de uma única célula específica; tal tipo de modelo é chamado de sistema determinístico — enquanto um modelo que descreve uma distribuição estatística das concentrações de proteínas em uma população de células é chamado de sistema estocástico —.
Para obter essas equações, uma série iterativa de etapas deve ser feita. Primeiro, os vários modelos e observações são combinados para formar um diagrama de consenso e as leis cinéticas apropriadas são escolhidas para escrever as equações diferenciais, como cinética de velocidade para reações estequiométricas, cinética de Michaelis-Menten para reações de substrato enzimático e cinética de Goldbeter-Koshland para fatores de transcrição ultrassensíveis. Depois os parâmetros das equações (constantes de velocidade, coeficientes de eficiência enzimática e constantes de Michaelis) devem ser ajustados para corresponder às observações; quando eles não podem ser montados, a equação cinética é revisada e, não sendo isso viável, o diagrama de fiação é modificado. Os parâmetros são ajustados e validados usando observações dos tipos selvagem e mutantes, como meia-vida da proteína e tamanho da célula.
Para se ajustar os parâmetros, as equações diferenciais devem ser estudadas. Isso pode ser feito por simulação ou por análise. Em uma simulação, dado um vetor inicial (lista dos valores das variáveis), a progressão do sistema é calculada resolvendo-se as equações em cada período de tempo em pequenos incrementos.

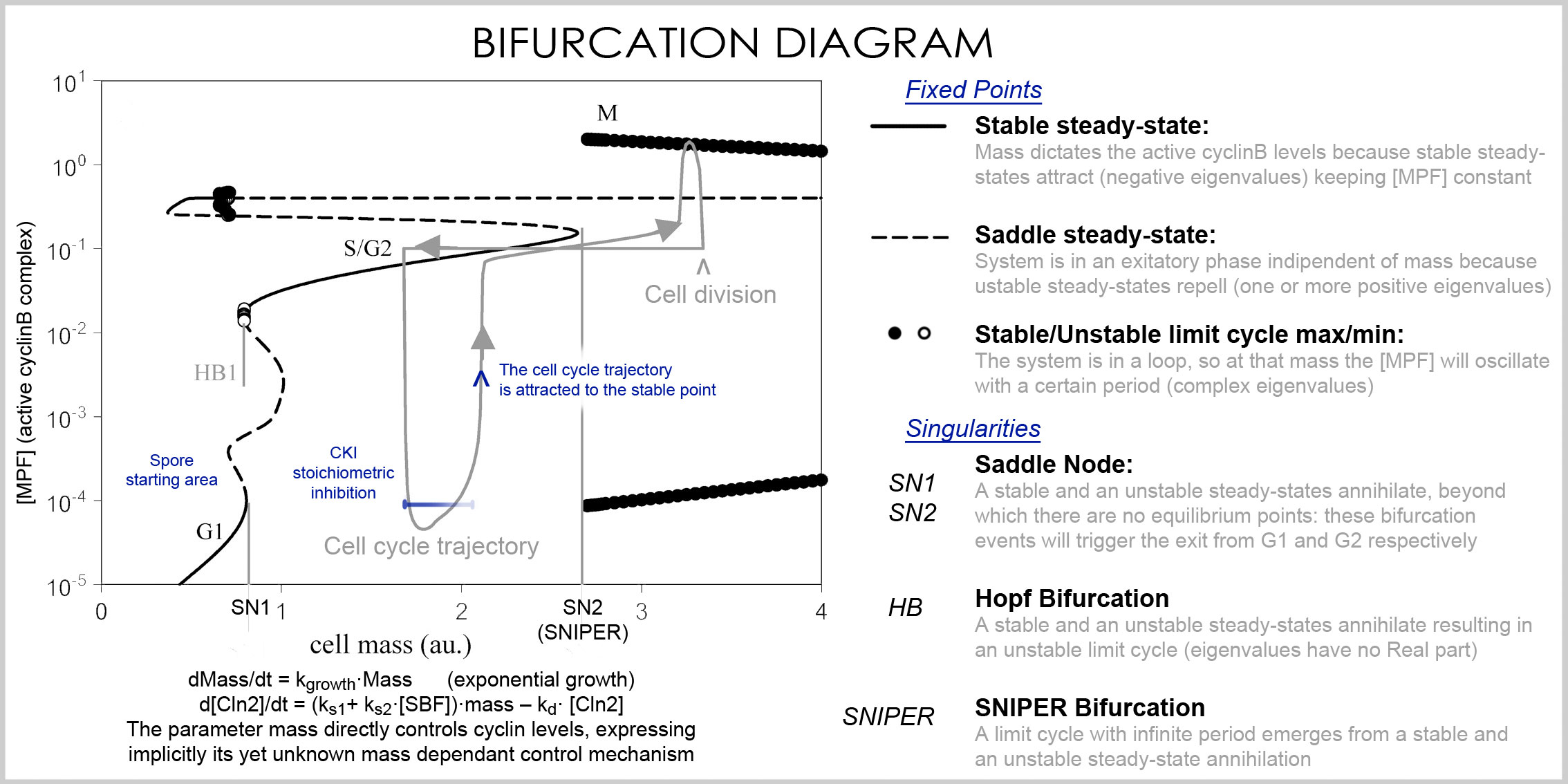

Na análise, as propriedades das equações são utilizadas para investigar o comportamento do sistema em função dos valores dos parâmetros e das variáveis. Um sistema de equações diferenciais pode ser representado como um campo vetorial, onde cada vetor descreve a mudança (na concentração de duas ou mais proteínas) determinando para onde e quão rápido a trajetória (simulação) está indo. Campos vetoriais podem ter vários pontos especiais: um ponto estável, chamado de sumidouro, que atrai em todas as direções (forçando as concentrações a estarem em um determinado valor), um ponto instável, seja uma fonte ou um ponto de sela, que repele (forçando as concentrações a se distanciarem de um determinado valor) e um ciclo limite, uma trajetória fechada para a qual várias trajetórias espiralam (fazendo oscilarem as concentrações).
Uma representação melhor, que lida com o grande número de variáveis e parâmetros, é um diagrama de bifurcação usando a teoria da bifurcação. A presença desses pontos especiais de estado estacionário em determinados valores de um parâmetro (por exemplo, massa) é representada por um ponto e, uma vez que o parâmetro passa de um determinado valor, ocorre uma mudança qualitativa — chamada de bifurcação — na qual a natureza do espaço muda, com consequências profundas para as concentrações de proteínas: o ciclo celular tem fases (parcialmente correspondentes a G1 e G2) em que a massa, através de um ponto estável, controla os níveis de ciclina, e fases (S e M) em que as concentrações mudam independentemente; contudo, uma vez que a fase mude em um evento de bifurcação (ponto de verificação do ciclo celular), o sistema não pode voltar aos níveis anteriores, pois, nessa massa, o campo vetorial é profundamente diferente e a massa não pode ser revertida através do evento de bifurcação, gerando um ponto de verificação irreversível. Em particular, os checkpoints S e M são regulados por meio de bifurcações especiais chamadas de bifurcação Hopf e bifurcação de período infinito. 

## Sociedades e institutos
- Instituto Nacional de Síntese Matemática e Biológica
- Sociedade de Biologia Matemática
- ESMTB: Sociedade Europeia de Biologia Matemática e Teórica
- A Sociedade Israelita de Biologia Teórica e Matemática
- Société Francophone de Biologie Théorique
- Sociedade Internacional de Estudos Biossemióticos
- Escola de Ciências Computacionais e Integrativas, Universidade Jawaharlal Nehru